# Liparit III Dadiani
Liparit III Dadiani fou mtavari de Mingrèlia del 1657 al 1658. Fill de Mamuka I Dadiani, va succeir al seu germà Levan II Dadiani quan aquest va morir, apartant als seus fills. Alexandre III d'Imerècia el va deposar l'any següent i va fugir a Istanbul. La corona va ser entregada a Vamek III Dadiani (Vamek Lapartiani), fill de Jordi Lapartiani, príncep de Salapartiano (d'una branca col·lateral dels Dadiani) i d'Anna Dadiani una princesa també d'una branca de la família dels Dadiani.